# Zhou Peishun
Zhou Peishun (周培顺S; Taizhou (Zhejiang), 8 marzo 1962) è un ex sollevatore cinese. Ha vinto la medaglia d'argento ai Giochi Olimpici del 1984 nei pesi mosca (fino a 52 kg).
Alle Olimpiadi di Los Angeles 1984 Zhou Peishun fu convocato insieme al suo connazionale Zeng Guoqiang. Entrambi, approfittando dell'assenza a quei Giochi di gran parte degli atleti del blocco dei Paesi dell'Europa dell'Est, diedero vita ad un duello emozionante e raggiunsero 235 kg. nel totale. Poiché Zeng aveva un peso corporeo leggermente più leggero di Zhou, vinse la medaglia d'oro olimpica e Zhou Peishun ricevette la medaglia d'argento. I risultati di queste Olimpiadi sono stati per l'ultima volta validi anche come Campionato del mondo, pertanto Zhou vinse in quell'edizione una doppia medaglia d'argento.
Dopo questo risultato Zhou Peishun non ha più avuto risultati di rilievo in nessun'altra importante manifestazione internazionale.